# Limerodops unilineatus
Limerodops unilineatus là một loài tò vò trong họ Ichneumonidae.